# 養老町立東部中学校
養老町立東部中学校（ようろうちょうりつ とうぶちゅうがっこう）は岐阜県養老町下笠にある公立中学校である。
　　　

## 概要
養老町に二つある中学校の一つ。

## 校歌
校歌にしては珍しく部分二部合唱である。

## 沿革
- 1977年（昭和52年） - 笠郷（笠郷中学校校区）と池辺（組合立今尾中学校校区）、広幡（高田中学校校区）、新たな中学校の設置が決まる。
- 1978年（昭和53年） - 第一期工事。
- 1979年（昭和54年） - 第二期工事。
- 1980年（昭和55年）4月1日 - 竣工式並びに東部中学校開校式。
- 1983年（昭和58年）2月 - 校歌制定。
- 1984年（昭和59年） - 上多度が岐阜県養南中学校組合立養南中学校校区から東部中学校校区に移る。
- 2009年（平成21年） - 創立30周年記念式典挙行。同年に記念植樹。
- 2013年（平成25年） - 北舎耐震化・改装工事[1]。

## 通学区域[2]
- 口ヶ島
- 飯ノ木
- 大跡
- 西岩道
- 岩道
- 小倉
- 鷲巣（松栄町を除く）
- 田
- 有尾
- 横屋
- 西小倉
- 若宮
- 船見
- 一色
- 大巻
- 瑞穂
- 根古地
- 大場
- 釜段
- 船附
- 上之郷
- 大野
- 下笠
- 栗笠

## 進学前小学校
- 養老町立笠郷小学校
- 養老町立池辺小学校
- 養老町立上多度小学校
- 養老町立広幡小学校

## 部活動
- 野球部(男子)
- ソフトテニス部
- ハンドボール部
- バレー部
- サッカー部
- 卓球部
- 陸上部
- 剣道部
- 柔道部
- 文化・美術部
- 吹奏楽部

月曜日は部活動がない。　　　　

## 著名な卒業生
- 敦士（モデル、タレント）
- 中島志保（スノーボード選手、女子ハーフパイプ日本代表）
- 加藤愛（CBCアナウンサー）